# 江阴要塞起义
，在第二次国共内战渡江战役前夕的1949年4月21日，中華民國國軍江阴要塞官兵7,000余人突然投向中国共产党领导的中国人民解放军，中国人民解放军第三野战军兵不血刃控制了江阴炮台，封锁了长江江面，随后渡江战役突破国军在长江下游的军事防线。
江阴要塞所处长江江阴段為長江下游最窄處，江面不到1.5公里寬，可渡江也可阻止別人渡江，還能控制水面航運，從三國時期孫吳政權就開始重視，歷朝將之視為兵家重地。

## 起义背景
江阴要塞地处长江南岸，素有“江上雄关”之称，扼守長江航運和华东地区，但亦面临贪腐问题。例如，要塞在江阴黄田港设有貨運检查站，是长江南北交通孔道，可走私受贿、可找商人麻煩勒索。沿江一带為了避免敵軍躲藏和炮位視角，編有定期掃除芦苇預算，而芦苇割後販賣收入皆無人聞問，成為將領私利。要塞附近有矿山开采，礦山實質由來與權屬在戰亂年代不清不可考，但最終落於要塞軍力控制之下，當地無人挑戰。要塞境内有良田数百亩可出租，原意為供應官兵軍糧或福利，但後續都流於司令官之利益。要塞司令都自動有江阴棉纱厂乾股分紅，是纱厂出於需要軍隊保護免於流寇騷擾的保護費之意義。可用要塞公款和軍力威懾在上海商界做投机投資买卖，無本生錢，繁華的上海還能提供各種酒色財氣。吃士兵空饷等傳統國軍部隊油水。

## 起义過程
1947年秋，共軍轉入战略进攻階段，中华民国政府在抗日戰爭勝利後與共產黨決裂初期就開始經營重整江阴要塞，將之視為防衛中華民國首都南京最後防禦線使用，但當時還無人認為共產黨真能打到長江。直到國軍在華北和東北戰局失敗後要塞開始大規模整軍備戰，各種防禦工事綿密，還配備了德國購入的150毫米SFH 18榴彈炮，在當時是國軍火力最強火炮，整個要塞火力甚至超過一個集團軍。
1946年夏春之间，中共盐城地委组织部长唐君照接到在国军任职的四弟唐秉琳（在要塞當上校）、五弟唐秉煜（中華民國国防部第三厅分管要塞业务）的来信，暗示想离开国民党军队到解放区工作。唐君照立即将此事向党委书记曹荻秋汇报，曹荻秋指示复信要其“等待”派人联系。中共中央華東局下属的华中工作委员会（简称华中工委）認為要塞採取強攻將傷亡巨大，决定把江阴要塞列为策反重点，儘量以叛變方式拿下。其中唐秉琳、唐秉煜是發展重點讓整個計畫成為可能。
唐家五兄弟皆為中國共產黨黨員且大哥二哥在1930年代就加入，唐秉琳、唐秉煜為老四老五，在接近1940年時才加入，並被有意交辦任務在國軍中任職，並爭取靠近江阴要塞的職位。中共干部唐坚华与唐家五兄弟是叔侄关系。唐坚华利用这个关系打进了江阴要塞，并告诉唐秉琳组织上要他们“留在国民党部队抓实力”，唐秉琳又将组织上的这一指示通知五弟唐秉煜和在国防部一厅任上校参谋的姨表兄吴广文。1947年，中共盐城十一地委派共产党员唐仲衡(唐秉琳的堂兄)以逃亡地主身份，携家人到江阴城内定居，设立了党的地下联络站。1948年3月后中共华东局华中工作委员会（书记陈丕显）批准唐坚华发展了唐秉琳、唐秉煜加入了中国共产党。随后又发展吴广文、王德容加入中国共产党。
此時原要塞司令孔庆桂因為轄下官兵屢有負面消息傳出以及軍中鬥爭等因素，決定辭官遠走，司令肥缺一時間爭奪嚴重，向蒋介石保荐去要塞的人陆续不断。孔庆桂曾保荐要塞炮兵第五十一团团长李道恭或参谋长夏琦继任职务，胡宗南也曾發电文保荐过关瑞充任职，但蔣覺得這些人信任度都不夠，想找黄埔系的少壮派上任，此時陆军总司令部兵工处处长戴戎光少將被共黨特務鎖定為保薦人選，因為其是中共盐城地委组织部长唐君照的同學，戴的哥哥弟弟又都是共產黨員。經過特務在国民党军务局里进行秘密工作，最後送到蔣介石桌上的推薦名單中戴戎光被列為第一且履歷被寫得特好，順利就任。
吴广文之後受地下秘密命令，放棄國防部悠閒的工作，運作調職自己前往要塞守备总队队长職位上任。並把自己老同學王德容運作，讓他也辞去陆军总部军械处副处长，当上了要塞参谋长。
唐秉煜此時也成了要塞工兵營長，但多數時間都在國防部活動協調資源，順便打聽情報與時局變化，較少去要塞。
1948年11月，党组织派吴铭代替唐坚华到江阴工作；中共华中工委下密令認為要開始基層官兵策反工作，炮兵总台观察员孟怀高是唐秉煜老同學首先被策反，之後升為第一大砲台长，第二大砲台长傅仲山之後也決定叛變。吴广文後叫其父親吴兆山出面利用师徒关系做守备第三大队副曹炳山的工作將其策反，之後陸續有多人決定加入起義。到了起義前，共產黨方面已經鞏固如下幹部
| 要塞司令戴戎光 （貪腐軍官，立場擺動） | 第一大砲台长孟怀高 | 第二大砲台长傅仲山 |
| 要塞守備總隊長吴广文                  | 要塞参谋长王德容   | 要塞参谋长唐秉琳   |
| 要塞工兵營長唐秉煜                    | 要塞工兵副营长龙浒 | 通讯连副连长李容有 |
| 第二中砲台长丁佩基                    | 第三中砲台长毛介平 | 第六中砲台长吴仲琪 |

1949年1月，徐蚌会战戰敗後，国军主力部隊喪失，總統蒋介石被迫宣告引退下野，中華民國政府一片混乱，军政要员纷纷准备逃往台湾。唐秉煜趁亂在國防部辦公室拿到長江沿線全部軍力防禦圖，于农历大年初二黄昏过江到达新港後轉盐城，受到中共华中工委书记陈丕显、苏北军区司令员管文蔚的接见並面交防禦圖。回部後開始通知全體地下人員準備起義，指出要塞地下党的任务是在30公里防区内控制三到四个渡口，迎接渡江部队登陆。华东局社会部情报科科长王澄明派遣解放军第十兵团4名营級幹部潛入要塞，担任起义核心军官的警卫或勤务兵等被唐秉煜安插成貼身衛兵或是基層小兵來臥底。最难做的工作是守备第三大队副大队长曹炳山。此人原是苏北一个自卫队的头目，到要塞后利用青红帮的关系控制部队，使地下党一时很难对付。恰巧吴广文的父亲吴兆山是青红帮“老头子”，地下党就通过吴兆山利用青红帮的师徒关系，把曹炳山争取过来。这样就进一步扫除了要塞起义的阻力。
1949年4月，渡江行动推迟到20日，但突然發生兩意外：一是游击炮团的阵地被第二十一军接管，二是守备总队队长吴广文被免职。王澄明以王德容衛士身分親自潛入要塞進行指揮，找回吴广文，协助刚任命的李云葵控制守备总队。20日中華民國政府拒绝在和谈协议上签字，国共和谈宣告破裂。解放军炮击江阴对岸的八圩港守军，守軍第二十一军第145师要求要塞砲火支援，結果唐秉煜將炮火距離故意調錯全部砲彈炸在第145师阵地上，事後推託夜间观察困难誤擊來蒙混。
20日晚及21日渡江戰役行動開始，长达500余公里的战线上全部打響，戴戎光发现解放军渡江时，即令唐秉琳开炮射击。唐秉琳为了避免过早暴露，就命令手下“执行佯动射击计划”：以不卸保险、不装引信的炮弹，漫无目标地射击。戴戎光生氣後發現要塞內氣氛詭異，自己座機電話打不通、自己的贴身衛士也消失，渡江先头部队上岸後要塞砲口全調轉向国军第二十一军阵地射击，同時要塞內起義軍用两挺机枪封锁了指挥所，吴铭、李干兩黨員提枪冲进了指挥所。戴戎光發現大勢已去，未反抗就交槍投降，江阴要塞召开全体官兵大会，宣布投共，正式由第三野战军特种兵纵队接管。此時渡江部队切断了京沪线，中華民國政府首都南京已經近在眼前。
1949年4月底，华东野战军特种兵纵队政委张凯率领纵队机关和部分部队进驻江阴城，宣布成立中国人民解放军江阴要塞军事管制委员会，张凯为军管会主任。1949年5月，第三野战军派唐君照到江阴要塞进行整编工作。

## 影響
江阴要塞易手後，中華民國海軍的11艘軍艦及3艘砲艇仍然從長江通過江陰要塞的防線，成功突圍到上海，保存了部分實力。

## 影視作品
- 2009年電視劇─江陰要塞